# فرانك إل. كلارك
فرانك إل. كلارك (بالإنجليزية: Frank L. Clarke)‏ هو اقتصادي بريطاني وأسترالي، ولد في 1933.